# Juvigny (Marna)
Juvigny è un comune francese di 1 028 abitanti situato nel dipartimento della Marna nella regione del Grand Est.

## Società

### Evoluzione demografica
Abitanti censiti